# 닥락성
닥락성(베트남어: Đắk Lắk / 得勒)은 베트남의 중부 고원 지방의 성 단위 행정 구역이다. 킨족 외의 라데족, 자라이족, 므농족 등 소수 민족들이 많이 살고 있다.

## 역사
닥락(Dak Lak)이라는 이름은 므농족이 닥락성 최대의 담수호인 락호를 부르는 말이다. dak는 ‘물’ 또는 ‘호수’를 의미하며, 베트남어에서 느억(nước) 또는 낙(nác)과 같은 의미로 사용된다. 원래 므농어에는 단음 "ă" 소리보다는 긴 "a" 소리가 포함되어 있음에도 불구하고, 베트남어 공식 표기는 Đắk Lắk으로 표기되었다. 식민지 시대를 거치며 프랑스어 문헌에는 Dak Lak, Daklak, Đăk Lăk, Đắc Lắc, 그리고 Darlac라는 명칭도 볼 수 있다.
현재 닥락성으로 알려진 지역은 원래 참파 왕국이 지배하고 있었다. 15세기에 참파가 베트남에 정복되어 합병되었을 때, 닥락성은 느슨한 베트남 통치하에 끌려왔다. 이후 1540년 베트남 당국에 의해 부이따한(Bùi Tá Hán)이라는 귀족이 임명되어 베트남 민족에 의한 이 지역의 정착을 지휘하게 되어 고지가 더욱 효과적으로 베트남의 지배를 받게 되었다. 그 지역에 군사 전초기지를 설치하여 서방의 침략 가능성에 대비하였다. 이후 베트남이 프랑스인에게 점령당하자 프랑스인들은 이 지역에 많은 농장을 세웠다. 프랑스 지배에 대한 저항은 닥락성에서 강했고, 여러 소수 부족들이 여러 가지 중대한 반란을 주도했다. 가장 주목할 만한 것은 은짱렁(N’Trang Lơng)이 이끄는 23년 간의 저항 운동이었다. 이후 닥락성은 남베트남의 일부였으며, 베트남 전쟁에서 상당한 액션을 보였다. 최근까지 닥농성은 닥락성의 일부였으나 지금은 별도의 성이 되었다.

## 지리
닥락성은 중부 고원 지방의 중심 닥락 고원 주변에 자리를 잡고 있으며, 해발 600m 이상이다. 세레뽁강 체계와 다랑강이 흘러가며, 부온마투옷의 남쪽 60km에는 락호가 있다. 락호에서 호수를 내려보면 지금은 호텔로 사용하는 바오다이 황제의 여름 별장이 있다. 호수를 둘러싸고 준족의 마을이 있다. 이곳은 준족의 고향이기도 하다.
북쪽은 잘라이성과 경계를 접하며, 동쪽은 푸옌성과 카인호아성과 경계를 접한다. 남쪽으로는 럼동성과 닥농성과 경계를 접하고, 서쪽으로는 캄보디아와 193km에 걸쳐 국경을 접하고 있다.
닥락성은 남동쪽에서 북서쪽으로 내려오는 지형을 가지고 있다. 서쪽과 안남산맥 경계의 끝에 위치하고 있으며 큰 고원, 경사진 지형, 주요 강이 흘러간다. 고원 지방이라는 이름처럼 평균 400~800m의 해발 고도를 가지며, 가장 높은 쯔양신 산맥은 2,442m 이상의 해발 고도를 가지며, 또한 닥락에서 가장 높은 산이다.
닥락성의 기후는 건기와 우기 두 계절로 구분되며, 두 개의 하위 지역으로 나뉜다. 건기에는 북서부 지역이 덥고 건조한 기후이며, 동남부 지역은 시원하고 온화한 기후이다. 우기는 일반적으로 남서풍이 우세한 5월에서 10월까지이며, 강수량이 가장 많은 달은 7월~9월이며, 강우량은 연간 강우량의 80-90%를 차지한다. 특히 동쪽에서는 동부 안남산맥의 영향을 받는다. 장마는 11월까지 지속되며, 건기는 11월부터 이듬해 4월까지이며, 이 계절에는 습도가 감소하고, 북동풍이 강하게 불어서 크게 증발하여 가뭄이 심해진다. 닥락성 전체 연간 평균 강수량은 1600-1800 mm이다.

## 행정 구역

### 시
- 부온마투옷 시 (Buôn Ma Thuột / 班迷屬)

### 시사
- 부온호 시사 (Buôn Hồ / 芃胡)

### 현
| 2단계 하위 행정구역 | 베트남어            | 면적 (km2) | 3단계 하위 행정구역 | 3단계 하위 행정구역 |
| 2단계 하위 행정구역 | 베트남어            | 면적 (km2) | 시진                | 사                  |
| ------------------- | ------------------- | ---------- | ------------------- | ------------------- |
| 부온돈현            | Buôn Đôn District   | 1412.50    | 0                   | 7                   |
| 끄꾸인현            | Cư Kuin District    | 288.30     | 0                   | 8                   |
| 끄므가현            | Cư M'gar District   | 824.43     | 2                   | 15                  |
| 애아흘레오현        | Ea H'leo District   | 1335.12    | 1                   | 11                  |
| 애아까르현          | Ea Kar District     | 1037.47    | 2                   | 14                  |
| 애아숩현            | Ea Súp District     | 1765.43    | 1                   | 9                   |
| 끄롱아나현          | Krông Ana District  | 356.09     | 1                   | 7                   |
| 끄롱봉현            | Krông Bông District | 1257.49    | 1                   | 13                  |
| 끄롱북현            | Krông Búk District  | 358.70     | 0                   | 7                   |
| 끄롱낭현            | Krông Năng District | 641.79     | 1                   | 11                  |
| 끄롱빡현            | Krông Pắk District  | 625.81     | 1                   | 15                  |
| 락현                | Lắk District        | 1249.65    | 1                   | 10                  |
| 므드락현            | M'Đrăk District     | 1336.28    | 1                   | 12                  |

## 경제
닥락성의 지배적인 경제는 주로 농산물의 생산과 수출에 기반을 두고 있다. 그 지방은 관광의 잠재력이 있다. 2017년 베트남의 지방경쟁력지수 순위에서 닥락성은 63개 지방 중 31위를 차지했다. 닥락성은 전국 최대 커피 수출지역과 제품을 가진 지방으로 면적은 1,823.43 km2, 연간 수확량은 40만톤 이상이며, 전국 생산량의 40%를 차지한다. 이 지방에는 베트남에서 가장 큰 면화, 코코아, 고무 작물들이 서식하고 있다. 동시에 아보카도, 두리안, 람부탄, 망고 등 다른 과일나무를 개발하는 곳이다.
2016년 18개 핵심과제 대상의 성과를 평가한 결과 12개 목표를 달성하고 초과 달성한 것으로 나타났는데, 가장 두드러진 것은 경제성장 목표다. 구체적으로, 사회 총생산(GRDP)은 약 44,5710억동으로, 계획의 101.3%에 이르고, 경제 성장률은 7.02%에 이른다. 경제구조(현물가격): 농업 - 임업 - 어업 44.81%, 산업 - 건설 14.48%, 서비스: 각각 38.68%(2016년 계획: 43 - 44%, 16 - 17%, 36 - 37%)에 달했다.

## 교통

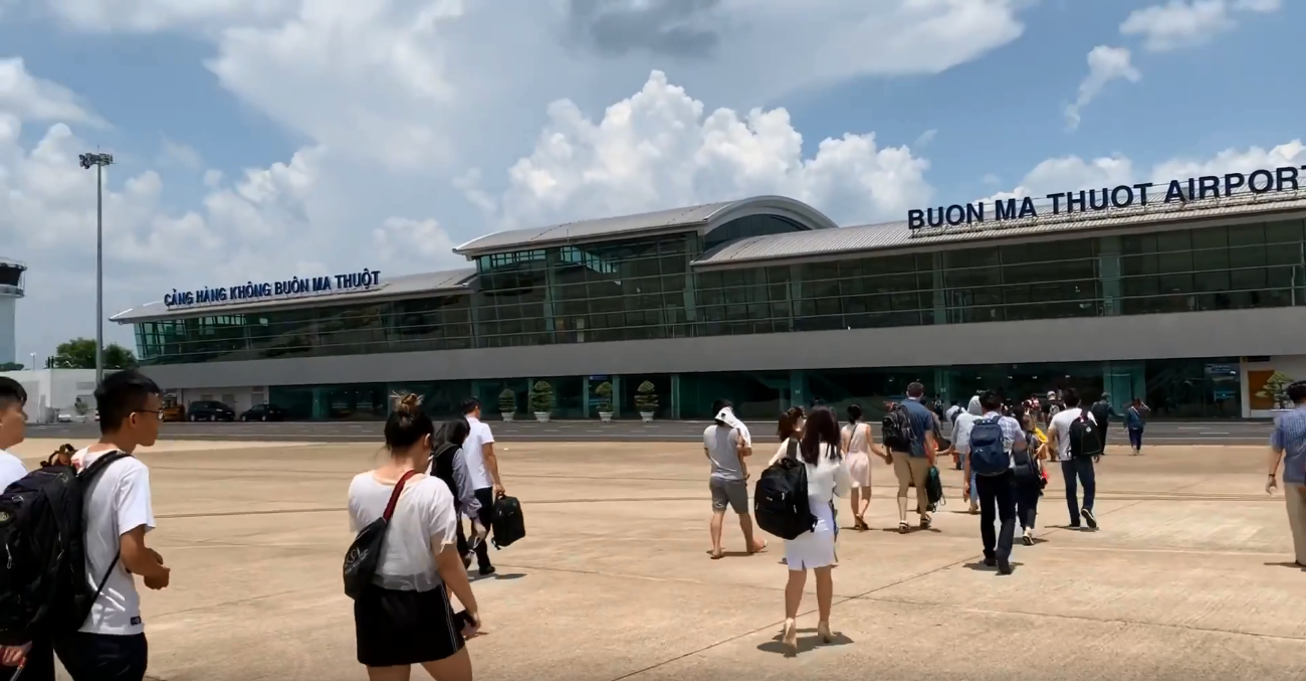
부온마투옷 공항

닥락성은 부온마투옷에서 하노이, 다낭, 빈, 하이퐁과 같은 주요 도시들에 연결되는 부온마투옷 공항을 가지고 있다.
총길이가 460km인 14개의 지방도로, 14번 고속도로가 잘라이성을 경유하여 다낭과 연결되고, 꼰뚬성과 호찌민 시와 빈프억성과 연결된다. 캄보디아 국경에 평행하게 위치한 국도는 14C이다. 27번 고속도로는 부온마투옷시와 럼동성을 연결한다. 닥락성과 카인호아성로부터 26번 고속도로가 카인호아성 닌호아현에 1A 고속도로와 연결된다. 29번 고속도로는 부온호 시사와 푸옌성의 붕로항을 연결한다.